# النموذج الخطي للابتكار
النموذج الخطي للابتكار كان النموذج الخطي للابتكار نموذجًا أوليًا تم تصميمه لفهم علاقة العلم والتكنولوجيا التي تبدأ بالبحث الأساسي الذي يصب في مصلحة الأبحاث التطبيقية والتطوير والنشر 
النموذج المبتكر لثلاث مراحل من عملية التغير التكنولوجي:
- الاختراع
- الابتكار
- النشر

و هو يعطي الاولوية للبحث العلمي كأساس للابتكار ويقلل من شان الدور الذي تقوم به العوامل الأخرى في عملية الابتكار.
وتنبثق النماذج الحالية للابتكار من نُهُج مختلفة مثل نظرية شبكة الفواعل، و«التشكيل الاجتماعي للتكنولوجيا» و«التعلم الاجتماعي» وتقدم صورة أفضل للطريقة التي يتحقق بها الإبداع كما تُستمد الأفكار الحالية في الإبداع المفتوح وابتكار المستخدم مستمدة من هذه الأفكار الحديثة.
و في «نموذج بوابة المرحلة» يتم تجميد مفهوم المنتج أو الخدمات في مرحلة مبكرة للحد من المخاطر وتنطوي عملية الابتكار أثناء تنفيذ المشاريع على سلسلة من المراحل المتتالية المرتبة بطريقة يتم فيها مسح المرحلة السابقة قبل الانتقال إلى المرحلة التالية ولذلك يجب أن يمر المشروع عبر أحد البوابات بالحصول على إذن حارسها قبل الانتقال إلى المرحلة التالية.
و يتم تحديد معايير المرور عبر كل بوابة بشكل مسبق، ويقوم حارس البوابة بالنظر في صحة تحقيق الأهداف التي تم وضعها للمرحلة السابقة ومدى نجاح التطوير خلال تلك المرحلة.
غالبا ما يتم تقديم نسختين من النموذج الخطي للابتكار.
1. نموذج «الدفعة التكنولوجية»
2. نموذج «جذب السوق»

منذ الخمسينات وحتى منتصف الستينات، كان ينظر إلى عملية الابتكار الصناعي بصفة عامة على أنها تقدم خطي من الاكتشاف العلمي من خلال التطور التكنولوجي في الشركات مرورًا إلى السوق: مراحل نموذج «الدفعة التكنولوجية» هي:
العلوم الأساسية → التصميم والهندسة → التصنيع → التسويق → المبيعات
ومن منتصف الستينات إلى أوائل السبعينات، يبرز نموذج الجيل الثاني من الابتكار، الذي يشار إليه بنموذج «جذب السوق» للابتكار ووفقاً لهذا النموذج المتسلسل البسيط، كان السوق مصدر أفكار جديدة لتوجيه البحث والتطوير والذي كان له دور تفاعلي في العملية، وها هي مراحل نموذج «جذب السوق»:
- احتياجات السوق
- النشؤ
- التصنيع
- المبيعات

وقد أيدت النماذج الخطية للابتكار العديد من الانتقادات فيما يتعلق بخطية النماذج وتتجاهل هذه النماذج العديد من عمليات التغذية الراجعة والحلقات التي تحدث بين «المراحل» المختلفة للعملية وقد تؤدي أوجه القصور والفشل التي تحدث في مراحل مختلفة إلى إعادة النظر في الخطوات السابقة وقد يؤدي ذلك إلى الابتكار ومن الممكن العثور على تاريخ النموذج الخطي للابتكار في نموذج «جودين» الخطي للابتكار: البناء التاريخي للإطار التحليلي